# Trigonotylus uhleri
Trigonotylus uhleri är en insektsart som först beskrevs av Reuter 1876.  Trigonotylus uhleri ingår i släktet Trigonotylus och familjen ängsskinnbaggar. Inga underarter finns listade i Catalogue of Life.